# ESPN on ABC
ESPN on ABC是美國廣播公司（ABC）的體育轉播節目的品牌。2006年9月，原美國廣播公司的體育轉播部門ABC體育（ABC Sports）和同屬迪士尼公司旗下的ESPN整合，改名為現在的「ESPN on ABC」。ESPN on ABC是美國大學美式足球、棒球小聯盟、NBA等賽事的轉播機構。

## 外部連結
- ESPNtv.com - ABC（页面存档备份，存于）